# Alpharetrovirus
Alpharetrovirus es un género de la familia de Retroviridae. Es morfológicamente un retrovirus tipo C.
Sus miembros pueden causar sarcomas, otros tumores, anemia de aves silvestres y domésticas, y también afectar ratas.
Entre las especies se incluye a virus del sarcoma de Rous, virus de la leucosis aviar, virus mieloblastosis aviar.

## Especies
A fecha de 2021 se incluían nueve especies en el género:
- Avian carcinoma Mill Hill virus 2 [2]
- Avian leukosis virus (especie tipo)[3]
- Avian myeloblastosis virus [4]
- Avian myelocytomatosis virus 29 [5]
- Avian sarcoma virus CT10 [6]
- Fujinami sarcoma virus [7]
- Rous sarcoma virus [8]
- UR2 sarcoma virus [9]
- Y73 sarcoma virus [10]